# Nicholas Hämäläinen
Nicholas Antero „Niko“ Hämäläinen (* 5. März 1997 in West Palm Beach) ist ein finnisch-US-amerikanischer Fußballspieler, der beim englischen Verein Queens Park Rangers unter Vertrag steht.

## Karriere

### Verein
Am 18. September 2014 wechselte Nicholas Hämäläinen von der Akademie des FC Dallas nach England zu den Queens Park Rangers. Der englische ehemalige Fußballprofi Ian Bishop, der ein Freund der Familie Hämäläinen ist, hatte Nicholas den Queens Park Rangers empfohlen. Sein Debüt im Ligafußball gab er am 1. Oktober 2016 beim 2:1-Auswärtssieg im Stadtduell gegen den FC Fulham. Hämäläinen konnte sich im Westen Londons nicht durchsetzen und wurde zunächst innerhalb der Stadt an den Viertligisten Dagenham & Redbridge verliehen. Im Februar 2019 wechselte er auf Leihbasis in sein Geburtsland zum MLS-Franchise Los Angeles FC. Sowohl die Leihen an Dagenham & Redbridge als auch an die Kalifornier waren für Nicholas Hämäläinen nicht von Erfolg gekrönt, im August 2019 folgte eine Leihe nach Schottland zum schottischen Erstligisten FC Kilmarnock. Dort erkämpfte er sich einen Stammplatz und kam zu 28 Einsätzen im Punktspielalltag. Nachdem sein Leihvertrag ausgelaufen war, kehrte Hämäläinen zu den Queens Park Rangers zurück. Im August 2021 wurde er bis zum Saisonende an Los Angeles Galaxy verliehen. Kurz nach seiner Rückkehr wurde er dann erneut leihweise an Botafogo FR nach Brasilien abgegeben. Hier kam bis Saisonende Anfang November nur zu einem 14-minütigen Einsatz im Copa do Brasil 2022.
Nach seiner Rückkehr zu den Rangers trat mit dem Klub einmal im FA-Cup an, wurde dann aber am letzten Tag des Wintertransfensters Ende Januar 2023 für den Rest der Saison an den belgischen Zweitdivisionär RWD Molenbeek ausgeliehen.

### Nationalmannschaft
Nicholas Hämäläinen lief für diverse finnische Nachwuchsauswahlen auf und debütierte am 11. Januar 2019 bei einer 1:2-Testspielniederlage im katarischen ar-Rayyan gegen Estland für die A-Nationalmannschaft. Das erste Pflichtspiel des auch für die Nationalmannschaft der Vereinigten Staaten spielberechtigt gewesenen Hämäläinen war der 1:0-Sieg im Spiel in der UEFA Nations League in Dublin gegen Irland. Für die Europameisterschaft 2021 wurde er zwar in den finnischen Kader berufen, kam dort aber in den drei Gruppenspielen nicht zum Einsatz.

## Erfolge
- MLS-Supporters’-Shield-Sieger: 2019

## Sonstiges
Nicholas Hämäläinen ist in den Vereinigten Staaten geboren und aufgewachsen. Seine Mutter ist US-Amerikanerin, sein Vater Timo Hämäläinen ist ein Finne und spielte ebenfalls Fußball.